# Евианска конференция
Евианската конференция е международна конференция, проведена между 5 и 16 юли 1938 година в Евиан ле Бен, Франция.
Конференцията е инициирана от американския президент Франклин Делано Рузвелт и има за цел да обсъди проблема с нарастващия брой еврейски бежанци, напускащи Германия, където са подложени на преследвания от националсоциалистическия режим. В нея участват представители на 32 държави и десетки неправителствени организации. Евианската конференция не постига успех в опитите за увеличаване на квотите за допускане на бежанци в участвалите страни.